# Стимбурис, Юозас Игнович
Юозас Игнович Стимбурис — советский хозяйственный и политический деятель.

## Биография
Родился в 1889 году в Тауеняе. Член КПСС с 1924 года.
Участник Первой мировой и гражданской войны.
Участник подпольного коммунистического движения в межвоенной Литве: секретарь Шанчюйского, Каунасского, Шяуляйского укомов КПЛ, член ЦК КПЛ, политзаключённый.
В 1940—1945 гг. — председатель оргбюро Литовского республиканского Совета профсоюзов.
В 1945—1960 гг. — министр социального обеспечения Литовской ССР.
Избирался депутатом Верховного Совета СССР 1-го созыва, Верховного Совета Литовской ССР 2-5-го созывов.
Умер в 1975 году в Вильнюсе.

## Награды
- Орден Трудового Красного Знамени (08.04.1947, 20.07.1950)
- Орден Знак Почёта (02.11.1969)